# Hyptis muricata
Hyptis muricata là một loài thực vật có hoa trong họ Hoa môi. Loài này được Schott ex Benth. mô tả khoa học đầu tiên năm 1833.